# Языки Черногории
Официальным языком Черногории с 2007 года является черногорский, фактически данный язык является иекавско-штокавским диалектом сербского языка, в 2003 году он являлся родным для 21,53 % населения Черногории. Также в Черногории распространены сербский (63,5 %) и албанский (является официальным в муниципалитете Улцинь). Менее распространены боснийский и хорватский языки. Кроме того, в Которском заливе и на побережье проживают около 500 итальянцев.